# The High Road
«The High Road» (англ. Автомагістраль) — другий сингл четвертого студійного альбому канадського рок-гурту Three Days Grace — «Transit of Venus». В США пісня вийшла 22 січня 2013.

## Список пісень
| Стандартний сингл | Стандартний сингл | Стандартний сингл                                  | Стандартний сингл |
| #                 | Назва             | Автор                                              | Тривалість        |
| ----------------- | ----------------- | -------------------------------------------------- | ----------------- |
| 1.                | «The High Road»   | Адам Гонтьє, Ніл Сандерсон, Бред Волст, Баррі Сток | 3:13              |
| 3:13              |                   |                                                    |                   |

## Чарти
| Чарт (2013)                      | Місце |
| -------------------------------- | ----- |
| U.S. Billboard Hot Rock Songs    | 32    |
| U.S. Billboard Mainstream Rock   | 1     |
| U.S. Billboard Rock Airplay      | 14    |
| U.S. Billboard Alternative Songs | 24    |
| Canada (Canadian Hot 100)        | 69    |
| Canada (Canadian Rock Songs)     | 2     |

## Продажі
| Регіон     | Сертифікація (таблиця продажів та сертифікатів) |
| ---------- | ----------------------------------------------- |
| США (RIAA) | Золото (+500 000 копій)                         |